# Perry Range
Perry Range är en bergskedja i Antarktis. Den ligger i Västantarktis. Inget land gör anspråk på området.
Perry Range sträcker sig 11,4 kilometer i sydvästlig-nordostlig riktning. Den högsta toppen är Mount Prince, 640 meter över havet.
Topografiskt ingår följande toppar i Perry Range:
- Bleclic Peaks
- Mount Prince
- Soond